# AV-Comparatives

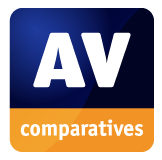
O logótipo da AV-Comparatives.

AV-Comparatives é uma organização independente da Áustria que testa e avalia softwares antivírus, liberando regularmente gráficos e relatórios que estão disponíveis gratuitamente para o público e a mídia. Fornecedores de antivírus têm de cumprir vários requisitos relativos a idoneidade e fiabilidade, a fim de participar nos testes.[carece de fontes?]
AV-Comparatives emite prêmios relevantes, com base no desempenho abrangente dos softwares antivírus de acordo com vários critérios de teste. A organização também é apoiada pela Universidade de Innsbruck e outros órgãos acadêmicos de todo o mundo,  assim como pelo Governo Federal da Áustria e o Governo regional de Tirol.

## Teste mais conhecido: Teste de Proteção do Mundo Real
O "Teste de Proteção do Mundo Real" da AV-Comparatives é um ambiente de teste que se aproxima do quanto um produto antivírus irá proteger os usuários no mundo real. Os resultados dos testes são liberados mensalmente (de março a junho e agosto a novembro). Dois relatórios detalhados do resultado global são liberados em junho e dezembro. A estrutura "Teste de Proteção do Mundo Real" foi reconhecida pelo "Standortagentur Tirol" com o Prêmio 2012 de conjunto de inovação em informática.

## Listagem de testes e avaliações da AV-Comparatives
- Testes de Proteção do Mundo Real
- Testes de detecção do Arquivo
- Heurística / Teste de Comportamento
- Teste de Alarme Falso
- Teste de performance
- Teste de Remoção de Malware
- Teste de Anti-Phishing
- Segurança Mac e Comentários / Testes
- Avaliação do Mobile Security
- Avaliações de Segurança Corporativa

## Sistemas operacionais usados para testes de antivírus
- Microsoft Windows
- OS X
- Android
- Linux

## Analisador AVC UnDroid
AV-Comparatives forneceu o "UnDroid APK Analyzer" como um serviço gratuito para os usuários do seu site desde maio de 2013. Projetado para usuários de smartphones Android, ele fornece uma análise estática de aplicativos Android. Os usuários podem fazer upload de um pacote de aplicativos Android (APK) e receber uma rápida análise on-line que contém os hashes de arquivo, gráfico de nível de perigo e de informação adicional.

## Prêmios e certificações dados à AV-Comparatives
- 2015: Laboratório de testes de segurança em TI certificado pela EICAR[7]
- 2013: Prêmio Constantinus em Ciência da Computação,[8] maior prêmio/certificação dado pelo Governo austríaco (Câmara de Comércio) para projetos em ciência da computação.
- 2012: eAward austríaco[9]
- 2012: Prêmio Conjunto de 2012[10]